# Orthia miastagma
Orthia miastagma är en fjärilsart som beskrevs av Dyar. Orthia miastagma ingår i släktet Orthia och familjen nattflyn. Inga underarter finns listade i Catalogue of Life.